# إدوارد جلايسر
إدوارد لودفيج «إد» جلايسر (بالإنجليزية: Edward Glaeser)‏ (وُلد في 1 مايو، 1967) اقتصادي أمريكي وأستاذ في كلية فريد وإليانور جليمب في الاقتصاد في جامعة هارفرد. تلقى تعليمه في المدرسة الجامعية في مدينة نيويورك قبل أن يحصل على درجة الماجستير في الاقتصاد من جامعة برينستون وشهادة الدكتوراه في الاقتصاد من جامعة شيكاغو. التحق جلايسر بجامعة هارفرد في عام 1992، حيث يعمل حاليًا (اعتبارًا من يناير 2018) أستاذًا في كلية فريد وإليانور جليمب في قسم الاقتصاد. شغل سابقًا منصب مدير مركز توبمان للإدارات المحلية ومدير معهد رابابورت في بوسطن الكبرى (كلاهما في كلية كينيدي في جامعة هارفرد). وهو أحد الزملاء القدماء في معهد مانهاتن ومحرر مساهم في مجلة سيتي جورنال. تجعل علاقات جلايسر -مع كل من جامعة شيكاغو وهارفارد- منه صلة وصل بين كلية شيكاغو وكلية كامبردج للاقتصاد.
قيل عن «جلايسر وجون أ. ليست» أنهما كانا سببين لقيام لجنة جمعية الاقتصاد الأمريكية بالبدء بمنح وسام كلارك سنويًا في عام 2009.
وفقًا لمراجعة نشرتها صحيفة التايمز البريطانية، يلخّص كتابه بعنوان «انتصار المدينة: كيف يجعلنا أعظم اختراعاتنا أغنى وأزكى وأكثر غرابة وصحة وسعادة (2011)» سنوات بحث جلايسر في الدور الذي تلعبه المدن في تشجيع الإنجاز البشري وهو «متعدد الأقطاب ونابض بالحياة في آن معًا».

## العائلة والتأثير
ولد جلايسر في مانهاتن، نيويورك لوالده لودفيج جلايسر (27 سبتمبر 1930، 2006) ووالدته إليزابيث جلايسر. وُلد والده في برلين في عام 1930، وعاش فيها خلال الحرب العالمية الثانية إذ انتقل إلى برلين الغربية في خمسينيات القرن العشرين. حصل لودفيج جلايسر على إجازة في الهندسة المعمارية من جامعة داغمشتات للتكنولولجيا وشهادة دكتوراه في التاريخ من جامعة الحرية في برلين قبل الانضمام إلى كادر متحف الفنون الحديثة في مدينة نيويورك في عام 1963. واستمر ليصبح أمينًا لقسم الهندسة المعمارية والتصميم في عام 1969.
قال جلايسر –عن والده- «شغفه بالمدن والمباني هو الذي غذّى شغفي». وتحدث جلايسر كيف دعم والده عمليات البناء الجديدة  والتغيير في حال كانت تتحلى بالمعايير الجمالية». وفقًا لجلايسر، فإن والده «لم تعجبه المباني السكنية الكئيبة وكان يكره مجتمعات الضواحي القبيحة»، لكن جلايسر نفسه كان معجبًا بالتمدد طالما أنه يسهل «قدرة الناس على العيش كما يختارون». مع ذلك، تتحدث أعمال جلايسر ضد قوانين تقسيم المناطق المحلية المناهضة للكثافة السكانية والسيايات الحكومية التي تشجع على التمدد مثل خصم ضريبة الرهن العقاري وبرامج الطرق السريعة الفيدرالية.
تأثرت مسيرة جلايسر المهنية أيضًا بوالدته –إليزابيث جلايسر- التي كانت تعمل في شركة «موبيل» بصفتها مديرة أسواق رأس المال لمدة 20 عامًا قبل انضمامها إلى شركة «ديلويت & تاتش» بصفتها مديرة قسم التدريب على المخاطر. حصلت على درجة الماجستير في إدارة الأعمال عندما كان إدوارد في العاشرة من عمره وكانت تحضره معها إلى الصفوف الدراسية في بعض الأحيان. يتذكرها عندما كانت تعلمه دروس الاقتصاد الجزئي مثل نظرية سعر التكلفة الحدية.
كان جلايسر معجبًا بالعديد من أعمال جين جيكوبس، كان يتفق كلاهما أن «المدن جيدة من أجل البيئة». اختلف معها حول التكثيف من خلال الارتفاع. يؤيد إنشاء المباني العالية في المدينة بينما استنكرت جيكوبس مشاريع الإسكان العام في خمسينيات وستينيات القرن العشرين المستوحاة من لو كوربوزييه. كانت تؤمن بالحفاظ على المباني التاريخية الأصغر في قرية ويست جرينيتش لأسباب شخصية واقتصادية وجمالية. ترعرع جلايسر في بناء عالي ويعتقد أن الأبنية العالية توفر مساكن بأسعار أفضل. وهو يدعو إلى إلغاء أو الحد من القيود على الارتفاع وقوانين حماية البيئة وتقسيم المناطق الأخرى.

## المؤلفات
كان جلايسر ينشر نحو خمسة مقالات سنويًا تقريبًا منذ عام 1992 في دوريات الاقتصاد الأكاديمي الرائدة والخاضعة لمراجعة الأقران، بالإضافة إلى العديد من الكتب والمقالات والمدونات ومقالات الرأي الافتتاحية. قدم جلايسر مساهمات كبيرة في الدراسة التجريبية للاقتصاد الحضري. على وجه الخصوص، كان لعمله الذي بحث التطور التاريخي للمراكز الاقتصادية -مثل: بوسطن، ونيويورك- تأثيرًا كبير على الاقتصاد والجغرافيا الحضرية. كما كتب جلايسر حول مجموعة متنوعة من الموضوعات الأخرى، بدءًا من الاقتصاد الاجتماعي وحتى اقتصاديات الدين، من المنظورين المعاصر والتاريخي.
حازت أعماله إعجاب عدد من الاقتصاديين البارزين. أشاد جورج أكرلوف -الحائز على جائزة نوبل للاقتصاد 2001- بجلايسر ووصفه بأنه «عبقري»، وعلق غاري بيكر -الحائز على جائزة نوبل للاقتصاد 1992- أنه قبل جلايسر «كان الاقتصاد الحضري ميتًا ولم يتوصل أحد إلى طرق جديدة للبحث في المدن».
رغم التباين الواضح في الموضوعات التي درسها، يمكن القول أن معظم أعمال جلايسر تطبق النظرية الاقتصادية -وخاصةً نظرية السعر ونظرية الألعاب- لتفسير السلوك الاقتصادي والاجتماعي للبشر. يطور جلايسر نماذجًا باستخدام هذه الأدوات، ثم يقيمها باستخدام بيانات عالمية حقيقية، وذلك للتحقق من مدى قابليتها للتطبيق.